# 1026 Ingrid
1026 Ingrid è un asteroide della fascia principale. Scoperto nel 1923, presenta un'orbita caratterizzata da un semiasse maggiore pari a 2,2542906 UA e da un'eccentricità di 0,1817145, inclinata di 5,39760° rispetto all'eclittica.
Questo asteroide è stato così nominato in onore di una nipote dell'astronomo tedesco Albrecht Kahrstedt, come regalo in occasione del suo battesimo.